# Faustina Bordoni
Pour les articles homonymes, voir Faustina et Bordoni.
Faustina Bordoni (née le 30 mars 1697 à Venise - morte le 4 novembre 1781 dans la même ville) était une chanteuse d’opéra italienne du XVIIIe siècle. 

## Biographie
Faustina Bordoni naît dans une famille patricienne, proche de Benedetto Giacomo Marcello. Elle travaille le chant avec Michelangelo Gasparini et fait ses débuts en 1716 dans l'Ariodante de Carlo Francesco Pollarolo, et chante en 1718 une première fois aux côtés de Francesca Cuzzoni qui deviendra sa grande rivale. Elle passe par Munich et Vienne et acquiert une réputation internationale.
Elle est embauchée le 4 septembre 1725 par le King's Theatre de Londres, où elle partage la vedette avec La Cuzzoni et le castrat Senesino.
Deux clans se forment pour ou contre la Bordoni ou la Cuzzoni, et l’ambiance devient lourde. Le 6 juin 1727, on donne Astianatte de Bononcini dans un désordre inouï. Les invectives et les sifflets poussent les deux divas à s’empoigner sur scène, un pugilat qui crée un scandale sans précédent. Les esprits se calment et l’on reverra sur scène les deux chanteuses ensemble. 
À la dissolution de l’Académie royale, Faustina quitte l’Angleterre, puis épouse le compositeur allemand Johann Adolph Hasse. Elle devient l’interprète principale des œuvres de son mari et se produit souvent en Prusse où Frédéric II (roi de Prusse) l'apprécie particulièrement.

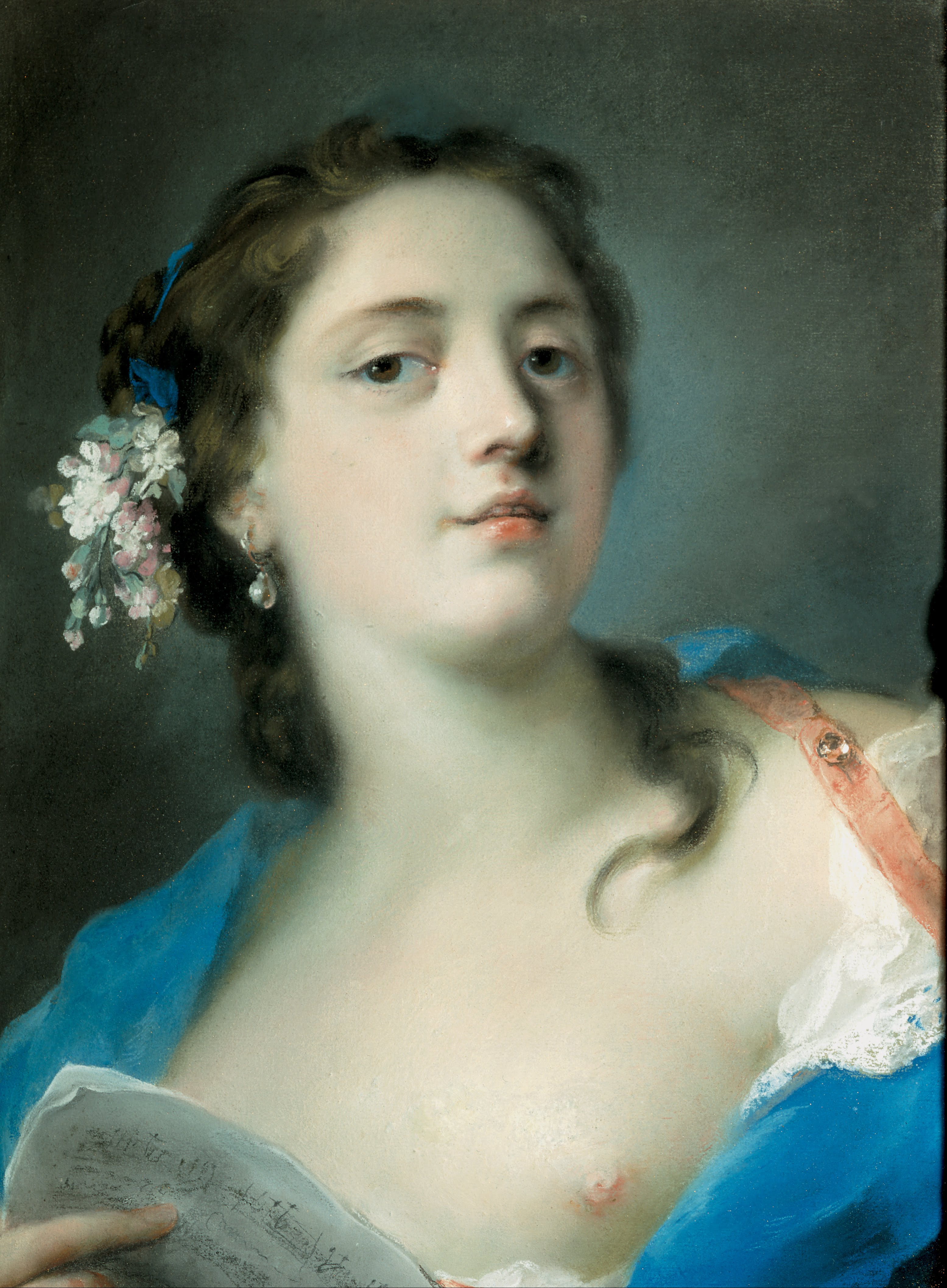
Faustina Bordoni, avec une partition
1724-1725
par Rosalba Carriera
Gemaldegalerie Alte Meister

La peintre Rosalba Carriera fait son portrait au pastel à deux reprises en 1724-25 et vers 1739, après son mariage. Ils sont conservés à la Gemaldegalerie Alte Meister à Dresde.
Faustina fait ses adieux à la scène en 1751 et se retire à Venise. Elle a eu deux filles, toutes deux cantatrices.
C’était une soprano ou mezzo-soprano, à la voix moins claire et moins aiguë (jusqu'au sol aigu) que la Cuzzoni, mais plus émouvante et avec une aisance dans les passages de virtuosité. Elle fut aussi bonne actrice que cantatrice.
Elle et son mari sont enterrés dans l'Église San Marcuola.